# Bulbophyllum singulare
Bulbophyllum singulare es una especie de orquídea epifita o litofita originaria de  	 Papúa Nueva Guinea.

## Descripción
Es una orquídea de pequeño tamaño, con hábitos epifita, unifoliada con 3 cm de disgtancia entre cada  pseudobulbo estrechamente cónica, tetrangular que lleva una sola hoja, apical, erecta , obovada-oblonga, estrechamente subpeciolada basalmente, glabra y carnosa. Florece en la primavera en una inflorescencia basal, robusta, erguida, de 15 a 20 cm  de alto.

## Distribución y hábitat
Se encuentra en Papúa Nueva Guinea en los árboles en los bosques montanos de las tierras bajas en las elevaciones alrededor de 300 metros.   
Esta especie se diferencia la mayor parte de la bandischii B muy similar por los sépalos lisas, no púberes y la alargada, ovalada ápice de los sépalos.

## Taxonomía
Bulbophyllum singulare fue descrita por  Rudolf Schlechter   y publicado en Repertorium Specierum Novarum Regni Vegetabilis, Beihefte 1: 740. 1913.
Etimología
Bulbophyllum: nombre genérico que se refiere a la forma de las hojas que es bulbosa.
singulare: epíteto latino que significa "singular, excepcional".
Sinonimia
- Hyalosema singulare (Schltr.) Rolfe	[4][5]